# Edward Colston

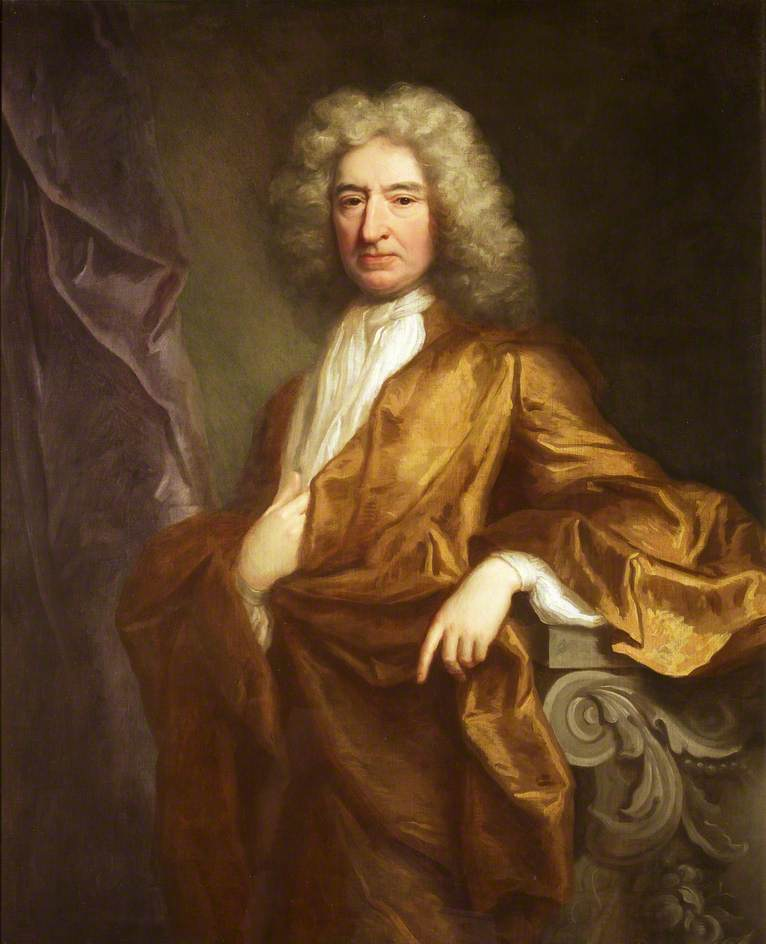
Edward Colston auf einem Porträt von Jonathan Richardson

Edward Colston (* 2. November 1636 in Bristol; † 11. Oktober 1721 in Mortlake, Surrey) war ein britischer Unternehmer, Sklavenhändler und Politiker.

## Leben
Edward Colston wurde in eine wohlhabende, westenglische Kaufmannsfamilie geboren. Er war das älteste von elf Kindern des Kaufmanns William Colston (1608–1681) aus dessen Ehe mit Sarah Batten († 1701). Sein Vater war eine wichtige Stütze der „Society of Merchant Venturers“, die aus dem Sklavenhandel hervorging und ein überzeugter Royalist, der 1643, als Bristol von Prinz Rupert eingenommen wurde, als Stadtrat (Alderman) und Sheriff eingesetzt, aber 1645 vom Parlament seiner Ämter enthoben wurde. Während des Englischen Bürgerkrieges zog seine Familie nach London um, wo Edward Colston von 1654 bis 1662 eine Lehre bei der Mercers’ Company absolvierte.
1672 verschiffte Edward Colston Waren aus London und im folgenden Jahr wurde er in die Mercers’ Company aufgenommen. In den folgenden Jahren baute er ein lukratives Handelsgeschäft auf und trieb Seehandel mit Spanien, Portugal, Italien und Afrika, später auch mit Amerika. Insbesondere importierte er Wein und Sherry aus Spanien und den Kanarischen Inseln und exportierte Wollstoffe nach Cádiz und Venedig.
Er war 1680 bis 1692 aktiver Mitgesellschafter der Royal African Company (RAC). Die RAC war eine Handelsgesellschaft, die von der königlichen Familie Stuart und Händlern der City of London gegründet wurde, und besaß insbesondere von 1672 bis 1698 das englische Monopol für den Transport von Sklaven von der Westküste Afrikas nach Amerika. Im Zuge des atlantischen Sklavenhandels war die RAC an der Verschleppung von mehr als 84.000 afrikanischen Sklaven nach Amerika beteiligt, darunter 12.000 Kindern. 19.000 Menschen starben an Bord ihrer Schiffe. Die Überlebenden wurden in die Sklaverei verkauft, zumeist auf Tabak- und Zuckerplantagen in der Karibik. Von 1681 bis 1683, 1686 bis 1688 und 1691 war Colston Mitglied des Vorstands der RAC (Court of Assistants) und von 1689 bis 1690 deren stellvertretender Gouverneur (Deputy Governor). Diese Ämter deuten auf eine starke Verwicklung Colstons in den Sklavenhandel der Gesellschaft hin. Bis Colston seine Beteiligung an der RAC 1692 beendete, beliefen sich die Dividenden aus seinen Gesellschaftsanteilen auf über 1600 £.
Parallel zu seinen Aktivitäten in London engagierte er sich ab den 1680er Jahren auch in seiner Heimatstadt Bristol, wohin seine Eltern zurückgekehrt waren. 1683 wurde er in die „Society of Merchant Venturers“ in Bristol aufgenommen und zu diesem Zeitpunkt als „Westindischer Kaufmann“ beschrieben. Die 1680er Jahre waren seine lukrativsten Jahre, er soll über 40 Schiffe besessen haben. Er verwendete einen Teil seiner Gewinne für Geldverleih. Nach dem Tod seines Bruders Thomas im Jahr 1684 führte er einige Jahre lang das Handelsgeschäft seines Vaters in Bristol, obwohl er weiterhin in London wohnte. Er erbte das Handelsgeschäft seines Bruders und wurde Teilhaber einer Zuckerraffinerie in Bristol, die Roh-Rohrzucker, welcher von Sklaven auf den Plantagen der Karibikinsel St. Kitts produziert wurde, verarbeitete.
Ab 1681 hatte er auch das Amt des Gouverneurs der Privatschule Christ’s Hospital in Horsham, Sussex, inne, die er vermutlich als Kind zeitweise besucht hatte.
Colston begrüßte die Revolution von 1688 und etablierte sich schnell, indem er erstens der neuen Regierung mehrere Darlehen vorstreckte und zweitens Wilhelm von Oranien, der sich wegen seines militärischen Erfolgs als König von England, Schottland und Irland in Personalunion betrachtete, Aktien der RAC im Wert von 1000 £ verkaufte.
Auch nachdem sich Colston 1692 aus der RAC zurückgezogen hatte, vermehrte er seinen Reichtum weiterhin durch Beteiligung am Sklavenhandel, indem er als Kommissar und Investor bei der in London ansässigen South Sea Company fungierte, die Spanisch-Amerika mit Sklaven versorgte. Vermutlich stammte ein Großteil seines Reichtums aus der Beteiligung am Sklavenhandel.
Colston zog sich 1708 aus dem Geschäftsleben zurück. 1710 wurde Colston, der politisch Tory war, für das Borough Bristol ins House of Commons gewählt. Da er zu diesem Zeitpunkt 74 Jahre alt war, hatte er sich geweigert zu kandidieren, wurde aber in Abwesenheit aufgestellt. Colston war nicht sonderlich aktiv und kandidierte 1713 nicht erneut.
Während Colston vor allem in Mortlake westlich von London lebte, förderte er in seiner Heimatstadt Bristol Schulen, Kirchen, Kranken- und Armenhäusern mit beachtlichen Geldsummen und galt daher als Philanthrop. Zu seinen Lebzeiten soll er insgesamt 70.000–80.000 £ für wohltätige Zwecke hauptsächlich in Bristol gespendet haben; die begünstigten bzw. testamentarisch errichteten Organisationen ehrten ihn durch jährliche Gedenkfeiern. Nach seinem Tod soll er seinen Erben 100.000 £ hinterlassen haben. Ab 1704 war er Mitglied der Society for the Propagation of the Gospel in Foreign Parts (SPG).

## Nachwirkungen
Colston und seine philanthropischen Bemühungen wurde in Bristol seit seinem Tod gewürdigt. Insbesondere die 1726 gegründete Colston Society (auch Parent Society), die 1749 von Tories gegründete Dolphin Society, die 1758 gegründete Grateful Society und die 1769 von Whigs gegründete Anchor Society trafen sich jährlich an Colstons Geburtstag zu Festessen, Reden und Diskussionen zum Sammeln von Spenden. In der späten viktorianischen Zeit veranstalteten die Gesellschaften an Colstons Geburtstag als regelmäßiges bürgerliches Ritual Festumzüge durch die Stadt, um Colstons philanthropische Bemühungen in Bristol zu ehren. Der Tag dient bis heute dazu, große Spenden zu sammeln, die für wohltätige Zwecke verwendet werden. Viele von Colstons Stiftungen florierten noch Generationen nach seinem Tod weiter, insbesondere die von ihm gegründeten Schulen in Bristol.
Im Jahr 1895, 174 Jahre nach seinem Tod, widmeten vermögende Kaufleute in Bristol Colston eine Bronzestatue, die schon damals umstritten war. Die Statue, die auf der Colston Avenue im Stadtzentrum stand und die Docks überragte, von denen Bristols Sklavenschiffe einst ablegten. Auf dem Sockel wurde darauf hingewiesen, dass die Bürger von Bristol die Statue als „Denkmal für einen der tugendhaftesten und weisesten Söhne ihrer Stadt“ errichtet hatten. Colstons Beteiligung am Sklavenhandel wurde nicht erwähnt.
Um diese Bronzestatue entbrannte in den 1990er Jahren erneut eine öffentliche Debatte, mehr als 10.000 Menschen unterzeichneten eine Petition gegen das Denkmal. Bristols musikalisches Aushängeschild Massive Attack weigerte sich, in der nach Colston benannten Konzerthalle Colston Hall zu spielen. 2017 wurden Pläne geäußert, die Konzerthalle nach einer groß angelegten Renovierung umzubenennen. Die Colston’s Girls’ School verkündete dagegen im gleichen Jahr, ihren Namen nicht ändern zu wollen.
Im Jahr 2019 scheiterten Versuche, eine Gedenktafel am Sockel der Statue anzubringen, nachdem die „Society of Merchant Venturers“, der Colston zu Lebzeiten angehörte, darauf bestand, den Text so zu gestalten, dass Colstons Beteiligung am Sklavenhandel relativiert würde. Die „Society of Merchant Venturers“ hält noch heute Gottesdienste und Gedenkfeiern zu seinen Ehren ab und betreibt viele der Institutionen, die bis heute den Namen Colston tragen. Bristols Bürgermeister, Marvin Rees, der erste Bürgermeister afrokaribischer Abstammung in der Geschichte der Stadt, erklärte die vorgeschlagene Formulierung für „inakzeptabel“. Es sei „äußerst naiv“ von der „Society of Merchant Venturers“ zu glauben, dass sie das letzte Wort über die Beschriftung der neuen Plakette haben sollte, „ohne Bezug zu nehmen auf die Gemeinschaften der Nachkommen jener Afrikaner, die von Händlern wie Colston versklavt und als Ware behandelt wurden“.
Am 7. Juni 2020 stürzten Demonstranten die Statue im Zuge der Proteste infolge des Todes von George Floyd vom Sockel und versenkten sie im Hafenbecken von Bristol. Floyds Tod bei einem Polizeieinsatz in den Vereinigten Staaten hatte weltweit Massenproteste der Black-Lives-Matter-Bewegung gegen Rassismus und Polizeigewalt ausgelöst. Der Bürgermeister Rees äußerte, als gewählter Politiker könne er Sachbeschädigung und Unruhen wie diese nicht unterstützen; aber die Statue eines Sklavenhändlers mitten in der Stadt sei für ihn niemals etwas anderes als ein „persönlicher Affront“ gewesen. Der Labour-Abgeordnete Clive Lewis schrieb: „Jemand, der für unermessliches Blut und Leid verantwortlich ist. Wir werden den strukturellen Rassismus nie lösen, solange wir unsere Geschichte in ihrer ganzen Komplexität nicht in den Griff bekommen.“ Der Labour-Vorsitzende Keir Starmer äußerte, die Statue hätte schon vor vielen Jahren in einer geregelten Weise demontiert werden sollen; die Aktion sei aber „vollständig falsch“ gewesen. Von Seiten der konservativen Regierung kam Kritik. Innenministerin Priti Patel verurteilte die Zerstörung der Statue als „absolut schändlich“, und Premierminister Boris Johnson bezeichnete sie als „kriminellen Akt“.
Der britisch-nigerianische Historiker David Olusoga schrieb: „Diejenigen, die so lange das Unhaltbare verteidigt haben, glaubten, dass das, was am Sonntag geschah, niemals geschehen würde. Sie gingen einfach davon aus, dass People of Color, die Bristol ihr Zuhause nennen, für immer tolerieren würden, im Schatten eines Mannes zu leben, der mit Menschenfleisch handelte und dass die Macht, zu entscheiden, ob Colston stand oder fiel, in ihren Händen läge. Sie lagen auf allen Ebenen falsch. Was auch immer in nächster Zeit gesagt werden wird: Das war kein Angriff auf Geschichte – das ist Geschichte. Es ist einer jener seltenen historischen Momente, die dazu führen, dass die Dinge nie wieder so sein können, wie sie waren.“
Am 15. Juli 2020 wurde (ohne Genehmigung einer Stadtbehörde) die Statue einer Demonstrantin der Black-Lives-Matter-Bewegung auf den Sockel gestellt, auf dem bis Juni Colstons Statue gestanden hatte. Die Demonstrantin namens Jen Reid hatte sich nach dem Sturz der Colston-Statue mit erhobener rechter Faust auf den Sockel gestellt und war dabei fotografiert worden. Der Künstler Marc Quinn, einer der bekanntesten Bildhauer Großbritanniens, schuf die Reid-Statue. Weniger als 24 Stunden später wurde die Reid-Statue von der Stadtverwaltung wieder entfernt; Bürgermeister Marvin Rees erklärte, es sei in einem demokratischen Prozess zu entscheiden, was die Colston-Statue ersetzen solle.
Nach der vollendeten Renovierung der Colston Hall wurde diese im September 2020 auf Bristol Beacon (dt. Leuchtfeuer) umbenannt.
Die Statue Colstons ließ die Stadtverwaltung von Bristol aus dem Hafen bergen. Die Statue war beschädigt. Sie hatte den Gehstock verloren und war ferner an der linken Seite und am Fuß beschädigt. Ab dem 4. Juni 2021 wurde die Statue Colstons in ihrem demolierten Zustand in einer Ausstellung des M Shed-Museums in Bristol gezeigt, welches der Geschichte der Stadt im Sklavenhandel gewidmet ist.
Anfang Januar 2022 wurden vier Menschen freigesprochen, die an dem Sturz der Statue beteiligt gewesen waren.

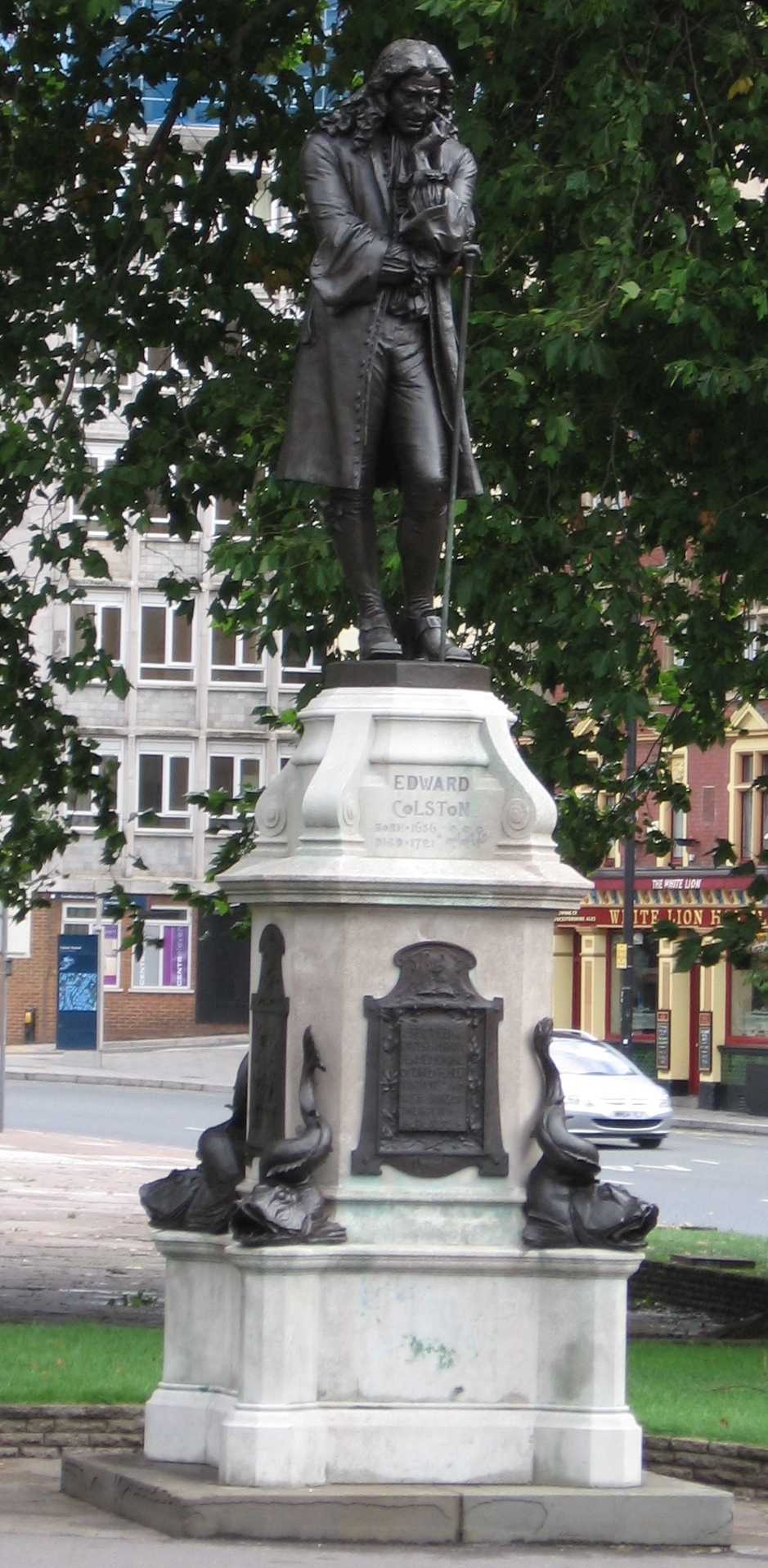
Statue von Edward Colston in Bristol vor der Demontage (2006)
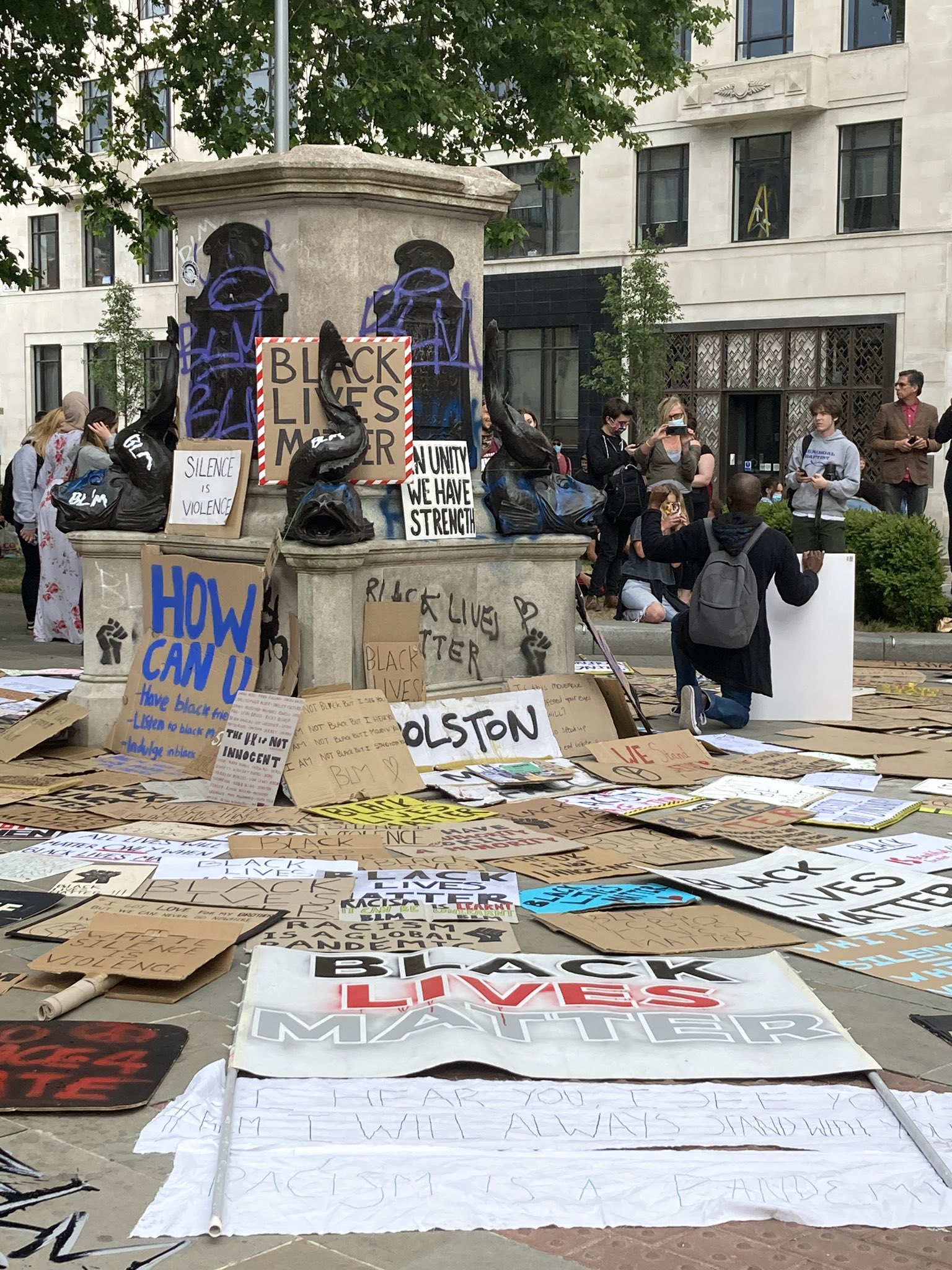
Leerer Denkmalsockel mit Protestplakaten (Juni 2020)
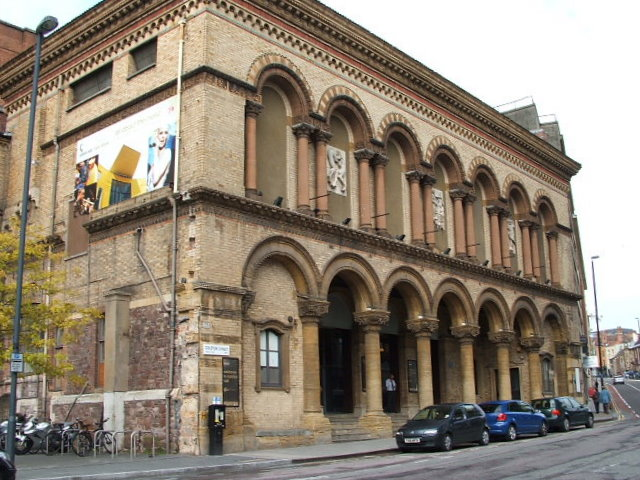
Colston Hall (2011) – später renoviert und Bristol Beacon benannt